# Come online
Come online is een lied van de Nederlandse rapper Chivv in samenwerking met Jandro, Jonna Fraser en Diquenza. Het werd in 2021 als single uitgebracht.

## Achtergrond
Come online is geschreven door Alejandro Hak, Chyvon Pala, Delaney Alberto en Jonathan Grando en geproduceerd door Diquenza. Het is een nummer uit het genre nederhop. In het lied wordt er gezongen en gerapt over een vrouw, waar de liedvertellers graag mee willen zijn en praten en aan vragen of ze "online" wil komen. Hiermee bedoelen dat ze bereikbaar moet zijn op haar telefoon.
Het is de eerste keer dat Jandro met Chivv of Diquenza samenwerkt. Wel was hij al met Fraser op het lied Foto te horen. Chivv had met Fraser en Diquenza wel al eerdere samenwerkingen. Fraser en Chivv waren onder andere al samen te horen op Jongvolwassen, Global en Chocolata body en Diquenza en Chivv op Ewa ewa. Fraser en Diquenza stonden voor Come online al samen op Bon Jovi
Op de B-kant van de single is een instrumentale versie van het lied te vinden. Daarnaast is er een internationale remix gemaakt, waarop naast Chivv en Diquenza ook de artiesten Mr Eazi, Naira Marley en King Promise zijn te horen. De single heeft in Nederland de gouden status.

## Hitnoteringen
De artiesten hadden succes met het lied in de Nederlandse hitlijsten. In de Single Top 100 piekte het op de achtste plek en was het achttien weken te vinden. Er was geen notering in de Top 40; de single bleef steken op de vijfde plaats van de Tipparade.